# 厄尼·哈維爾

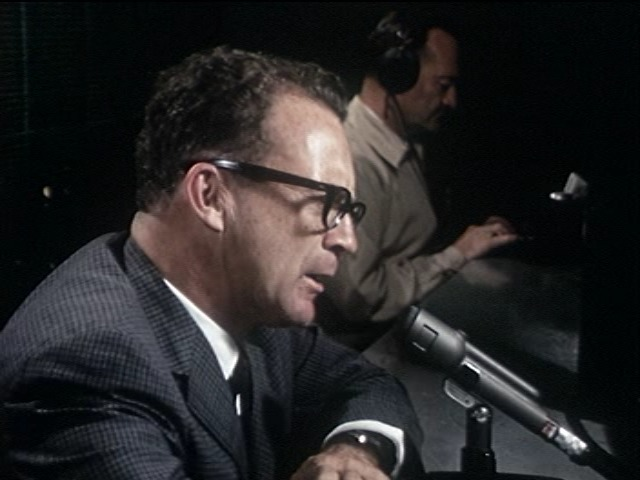
厄尼·哈維爾播報球賽時的情景

威廉·厄尼斯特·哈維爾（英語：William Earnest Harwell，1918年1月25日—2010年5月4日），小名厄尼·哈維爾（Ernie Harwell），美國喬治亞州人，美國大聯盟比賽運動播報員，長期為底特律老虎隊轉播棒球比賽。
哈維爾是美國職棒史上唯一一位連同球員一起被交易至另一隊的播報員，1948年，道奇隊用一名小聯盟捕手，換來厄尼·哈維爾。2009年1月，美國運動播報員聯盟（American Sportscasters Association）票選出史上最佳50名播報員中，哈維爾名列第16。